# Acacia quadrilateralis
Acacia quadrilateralis é uma espécie de leguminosa do gênero Acacia, pertencente à família Fabaceae.